# 藤岡町下宮
藤岡町下宮（ふじおかまちしたみや）は、栃木県栃木市の大字。郵便番号は349-1221。

## 地理
栃木市藤岡町の南端にある、県道佐野古河線の西側に位置する半円状の小さい地区。白地図上では県境が近いだけの何の変哲もない集落だが、実際には北側に谷中湖や渡良瀬遊水地があるため藤岡町や栃木市の中心部とは分断されており、群馬県板倉町や茨城県古河市を経由しないと行くことができず、事実上栃木県の飛び地となっている。生活圏は隣接する埼玉県加須市北川辺地区の圏内にある。
この近辺はかつて県境となっていた渡良瀬川の整備事業が行われた際に、当時蛇行していた川の流路を直線に作り替えたにもかかわらず県境は当時のまま変更されなかった経緯があり、ほぼ直線に延びる川と堤防に対して川が蛇行していた頃の栃木県・群馬県・埼玉県の複雑な県境が現在も残っている。

## 歴史

### 沿革
- 1889年（明治22年）4月1日 - 町村制施行。下都賀郡下宮村・内野村・恵下野村が合併し谷中村が成立。下宮村は谷中村大字下宮となる。
- 1906年（明治39年）7月1日 - 渡良瀬遊水地整備事業による谷中村強制廃村のため谷中村は藤岡町に編入合併。藤岡町大字下宮となる。
- 2010年（平成22年）3月29日 - 藤岡町が栃木市（旧）、大平町、都賀町と合併し栃木市（新）が成立。同時に地域自治区「藤岡町」が設置され、栃木市藤岡町下宮となる。
- 2015年（平成27年）3月31日 - 地域自治区の廃止により、大字名は「藤岡町下宮」となる。

## 世帯数と人口
2022年（令和4年）10月31日現在の世帯数と人口は以下の通りである。
| 大字       | 世帯数 | 人口 |
| ---------- | ------ | ---- |
| 藤岡町下宮 | 10世帯 | 18人 |

## 交通
県道佐野古河線が通過している。県道の西側が藤岡町下宮、道路の向こう側（東側）は藤岡町内野である。
地内に鉄道は通過していない。鉄道利用の場合は最寄駅は東武日光線柳生駅となる。

## 小・中学校の学区
市立小・中学校に通う場合、学区は以下の通りとなる。
|      | 小学校                 | 中学校               |
| ---- | ---------------------- | -------------------- |
| 全域 | 加須市立北川辺西小学校 | 加須市立北川辺中学校 |